# Aphthona valachica
Aphthona valachica es un coleóptero de la familia Chrysomelidae. Fue descrita en 1944 por Heikertinger.